# Mankån
Mankån (finska: Mankinjoki) är ett vattendrag i Finland.   Ån rinner genom området Mankby i Esbo kommun och mynnar ut i Esboviken. 
Trakten ingår i den hemiboreala klimatzonen. Årsmedeltemperaturen i trakten är 3 °C. Den varmaste månaden är juli, då medeltemperaturen är 18 °C, och den kallaste är februari, med −10 °C.